# Gáspár Miklós Tamás
Gáspár Miklós Tamás (Cluj-Napoca, República Popular de Rumania, 28 de noviembre de 1948-15 de enero de 2023) fue un filósofo, político, periodista y escritor húngaro proveniente de la minoría húngaro de Rumanía. En 2010 fue uno de los fundadores del partido Izquierda verde.

## Biografía
En 1978, dejó Rumanía por Hungría y en Budapest empezó a participar en la oposición ilegal húngara. En los años 1980, fue figura clave en la oposición al régimen de János Kádár. Durante la transición democrática, participó en la creación del partido liberal Alianza de los Demócratas Libres y fue diputado del congreso. En los años 1990 se fue haciendo más neomarxista criticando el sistema capitalista. Fue también director del Instituto de Investigación Filosófica de la Academia Húngara de las Ciencias. 
Es el acuñador del concepto de «posfascismo».
El 15 de enero de 2023 se anunció el fallecimiento de Gáspár, a la edad de 74 años por una enfermedad crónica.

## Obras
- A teória esélyei. Esszék, bírálatok. Les Editions Kriterion, Bucarest, 1975.
- A szem és a kéz. AB Független (samizdat), 1983.
- Idola Tribus, Dialogues Européens, París, 1989.
- Másvilág. Politikai esszék. Új Mandátum, 1994.
- Törzsi fogalmak, I-II. Atlantisz, 1999.
- A helyzet. Szatirikus röpirat. In: Élet és Irodalom, Budapest, 2002.